# Collectie Xavier Tricot
De Collectie Xavier Tricot is de verzameling van beeldende kunst van Oostendenaar, kunsthistoricus en Ensor-kenner Xavier Tricot. 

## Toelichting
De collectie omvat een ruim zeventig schilderijen, tekeningen en installaties van na 1960. De werken van de jaren 70 en 80 van de 20e eeuw behoren tot de minimal art en de arte povera.
Begin 2012 schonk de 56-jarige verzamelaar zijn gehele collectie aan het Kunstmuseum aan Zee van Oostende. Men schat de waarde van de verzameling kunst van 31 verschillende kunstenaars op 510.000 euro. In dit verband stelde hij: Ik wil mijn collectie samenhouden. Dat kan je als je erfgenamen hebt van wie je zeker bent dat ze zich ermee bezig zullen houden, maar ik heb geen rechtstreekse erfgenamen. Door mijn verzameling aan de stad te schenken, ben ik zeker dat de werken in optimale omstandigheden bewaard zullen worden. Met de jaren ben ik gaan beseffen dat je toch niets meeneemt in je graf.
De conservator van het Mu.Zee weet te vertellen dat het telkens gaat om reeksen van kunstwerken van kunstenaars als Louise Bourgeois, Panamarenko, Richard Artschwager, Piero Manzoni, Bruce Nauman, Robert Ryman, Sigmar Polke en Gerhard Richter. Men zal de werken later tentoonstellen en er een catalogus rond opzetten. In de inkomhal van het museum zal men voorlopig 23 van de 71 werken tentoonstellen. 